# Soft tennis
 (août 2019).
Si vous disposez d'ouvrages ou d'articles de référence ou si vous connaissez des sites web de qualité traitant du thème abordé ici, merci de compléter l'article en donnant les références utiles à sa vérifiabilité et en les liant à la section « Notes et références ».

Pictogramme du soft tennis.

Le soft tennis est un sport de raquette qui se joue sur un court séparé en moitié par un filet. Il diffère du tennis en ce qu'il utilise des balles de caoutchouc souples plutôt que des balles jaunes dures. Comme le tennis, il oppose soit deux joueurs (on parle alors de jeu en simple) soit quatre joueurs qui forment deux équipes de deux (on parle alors de jeu en double).
Il est surtout populaire en Asie, particulièrement au Japon, à Taïwan, en Corée du Sud, en Thaïlande, et aux Philippines. En 2004, le soft tennis est introduit en Europe. La Belgique, les Pays-Bas, la Pologne, la Hongrie, la République Tchèque et le Royaume-Uni possèdent tous maintenant des fédérations de soft tennis. Tous ces pays sont membres de la fédération européenne de soft tennis, et de la fédération internationale de soft tennis.

## Histoire
Le tennis est introduit au Japon à la fin du XIXe siècle par un missionnaire occidental et est plus tard adapté aux goûts japonais. Une raquette et une balle spéciales sont développées et le jeu commence à être appelé « soft tennis » (ソフトテニス, sofutotenisu).

## Compétition
La plupart des règles du soft tennis sont identiques à celles du tennis. Lors de la révision de ces règles en 1992, les jeux en simples sont devenus des compétitions officielles. Cette révision a également autorisé au joueur avant de servir lors des jeux en double. Le service joue un rôle important dans les chances de victoires de l'équipe.
Le championnat du monde se tient tous les quatre ans. Le dernier s'est tenu à New Delhi en Inde du 17 au 21 novembre 2015.
Il existe une épreuve de soft tennis aux Jeux asiatiques.

## Dimensions du court

Dimensions d'un court de soft tennis

| Nom de ligne                        | Longueur de ligne |
| ----------------------------------- | ----------------- |
| Ligne de base pour le jeu en simple | 8,23 m            |
| Ligne de base pour le jeu en double | 10,97 m           |
| Ligne de côté pour le jeu en simple | 23,77 m           |
| Ligne de côté pour le jeu en double | 23,77 m           |
| Ligne de service                    | 8,23 m            |
| Ligne de côté du service            | 12,80 m           |
| Ligne centrale du service           | 12,80 m           |
| Marque centrale                     | 0,15 m            |
| Filet                               | 12,65 m           |